# اتحادیه جهانی دوچرخه‌سواری
اتحادیهٔ جهانی دوچرخه‌سواری (به فرانسوی: Union Cycliste Internationale) (به اختصار UCI)، نهاد اداره‌کنندهٔ ورزش دوچرخه‌سواری و ناظر بر رقابت‌های بین‌المللی دوچرخه‌سواری است. مقر این اتحادیه در شهر اگل سوئیس واقع شده‌است.
هدف اتحادیه جهانی دوچرخه‌سواری (یو.سی. ای) توسعه این رشته ورزشی در تمام سطوح، از رقابت‌های حرفه‌ای گرفته تا استفاده از دوچرخه در فعالیت‌های تفریحی و کاربرد آن به عنوان وسیله نقلیه است.
به گفته ریِس فدراسیون جهانی دوچرخه سواری: تجربه نشان داده‌است که در واقع سطوح مختلف این ورزش بسیار به هم مرتبط هستند: مردمانی که فرصت تماشای یک مسابقه دوچرخه‌سواری حرفه‌ای را دارند، احتمال بیشتری وجود دارد که برای شروع دوچرخه‌سواری انگیزه پیدا کنند.
مناطقی که رویدادهای دوچرخه‌سواری بزرگ یو.سی. آی را برگزار می‌کنند به رسمیت می‌شناسد، بلکه تعهدی ویژه برای دوچرخه‌سواری همه افراد قائل است. شهرها و مناطقی که این برچسب را دریافت کنند، با یو.سی. آی در شراکت قرار می‌گیرند تا این رشته ورزشی را میان جمعیت خویش توسعه دهند و مردم بیشتری را سوار دوچرخه کنند.
اتحادیه بین‌المللی دوچرخه‌سواری مجوزهای دوچرخه‌سواران را برای شرکت در مسابقات صادر کرده و قوانین انضباطی‌ای همچون مسائل مربوط به دوپینگ را به اجرا می‌گذارد. یوسی‌آی، همچنین امور مربوط به کلاس‌بندی مسابقات و سیستم رده‌بندی امتیازات را در مسابقات دوچرخه‌سواری کوهستان، جاده و پیست برای آقایان و بانوان در سطح آماتور و حرفه‌ای بر عهده دارد. علاوه بر این، بر مسابقات قهرمانی دوچرخه‌سواری جهانی نیز نظارت می‌کند.

## کنفدراسیون‌های قاره‌ای
فدراسیونهای ملی کشورهای مختلف، کنفدراسیونهایی را در قارههای خود تشکیل داده‌اند که عبارتند از:
- کنفدراسیون دوچرخه‌سواری آسیا (ACC)
- اتحادیهٔ دوچرخه‌سواری اروپا (UEC)
- کنفدراسیون دوچرخه‌سواری اقیانوسیه (OCC)
- کنفدراسیون دوچرخه‌سواری پان آمریکا (COPACI)
- کنفدراسیون دوچرخه‌سواری آفریقا (CAC)